# Ponthoile
Ponthoile est une commune française située dans le département de la Somme en région Hauts-de-France.
Depuis juillet 2020, la commune fait partie du parc naturel régional Baie de Somme - Picardie maritime. Elle fait partie de la région naturelle du Marquenterre. La commune a connu la notoriété grâce à la chanson de Gauvain Sers, Les Oubliés.

## Géographie

### Localisation
Ponthoile est un village picarde du Ponthieu.
Limitrophe de Nouvion, la localité est située à 7 km au nord-est de Saint-Valery-sur-Somme, 7 km au sud-est de Rue, 15 km au nord-ouest d'Abbeville et à 55 km au nord-ouest d'Amiens à vol d'oiseau.
Le territoire de la commune est limitrophe de ceux de quatre communes.
Les communes limitrophes sont  Favières, Forest-Montiers, Nouvion et Noyelles-sur-Mer.

### Hameaux, lieux-dits et écarts
Ponthoile compte cinq hameaux : Bonnelle, le Hamel, Morlay, Romaine, Romiotte.

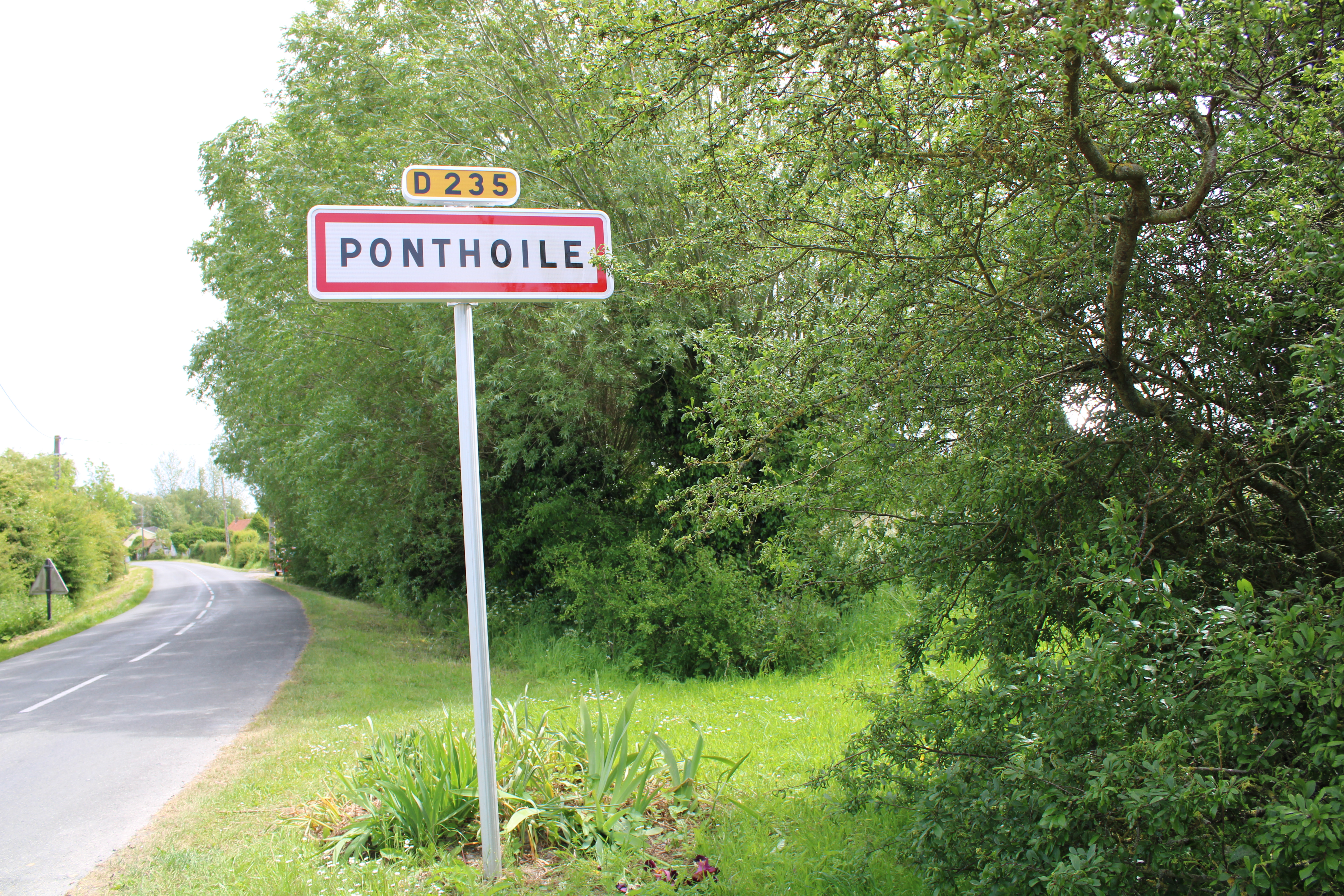
Entrée du village.
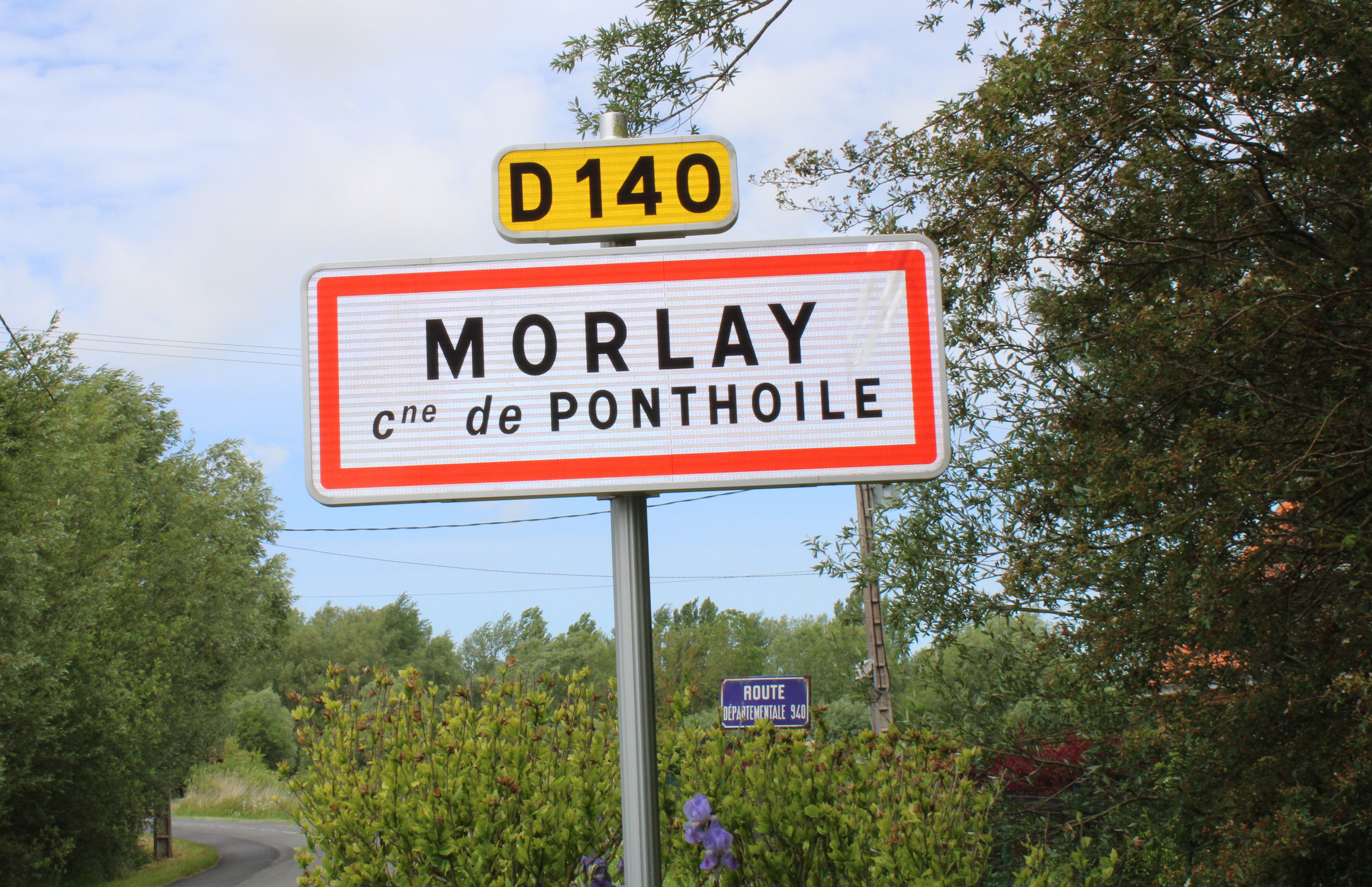
Entrée du hameau de Morlay.
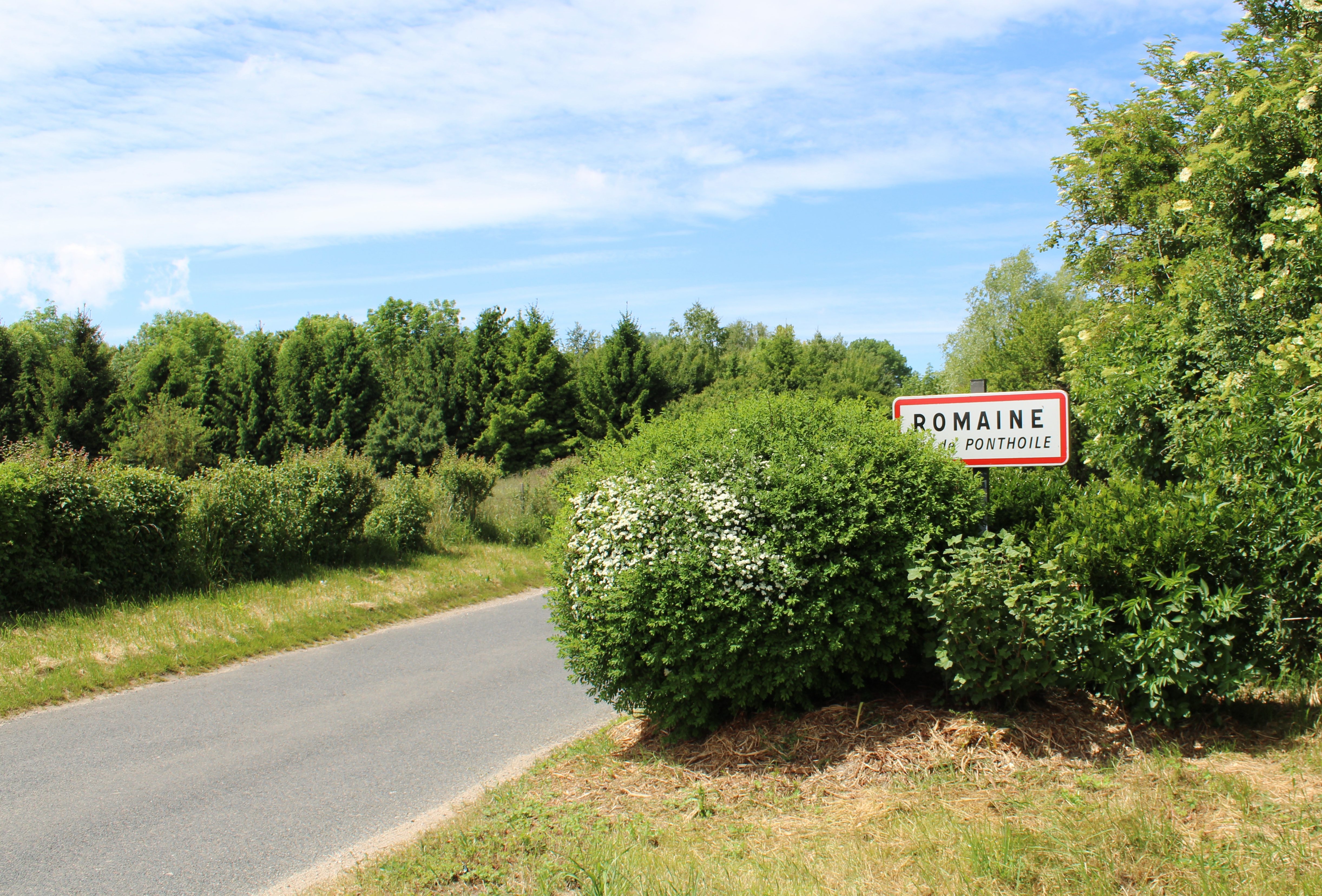
Entrée du hameau de Romaine.

### Hydrographie

#### Réseau hydrographique
La commune est située dans le bassin Artois-Picardie. Elle est drainée par la rivière des Iles, la Course du hamelet, la rivière du Dien, le ruisseau des Caserettes, le ruisseau du Camp dinon, le ruisseau du Noquerel, le ruisseau du Vidreuil et divers autres petits cours d'eau.
Le Dien, d'une longueur de 18 km, prend sa source dans la commune de Nouvion et se jette  dans la Somme canalisée à Le Crotoy, après avoir traversé trois communes.

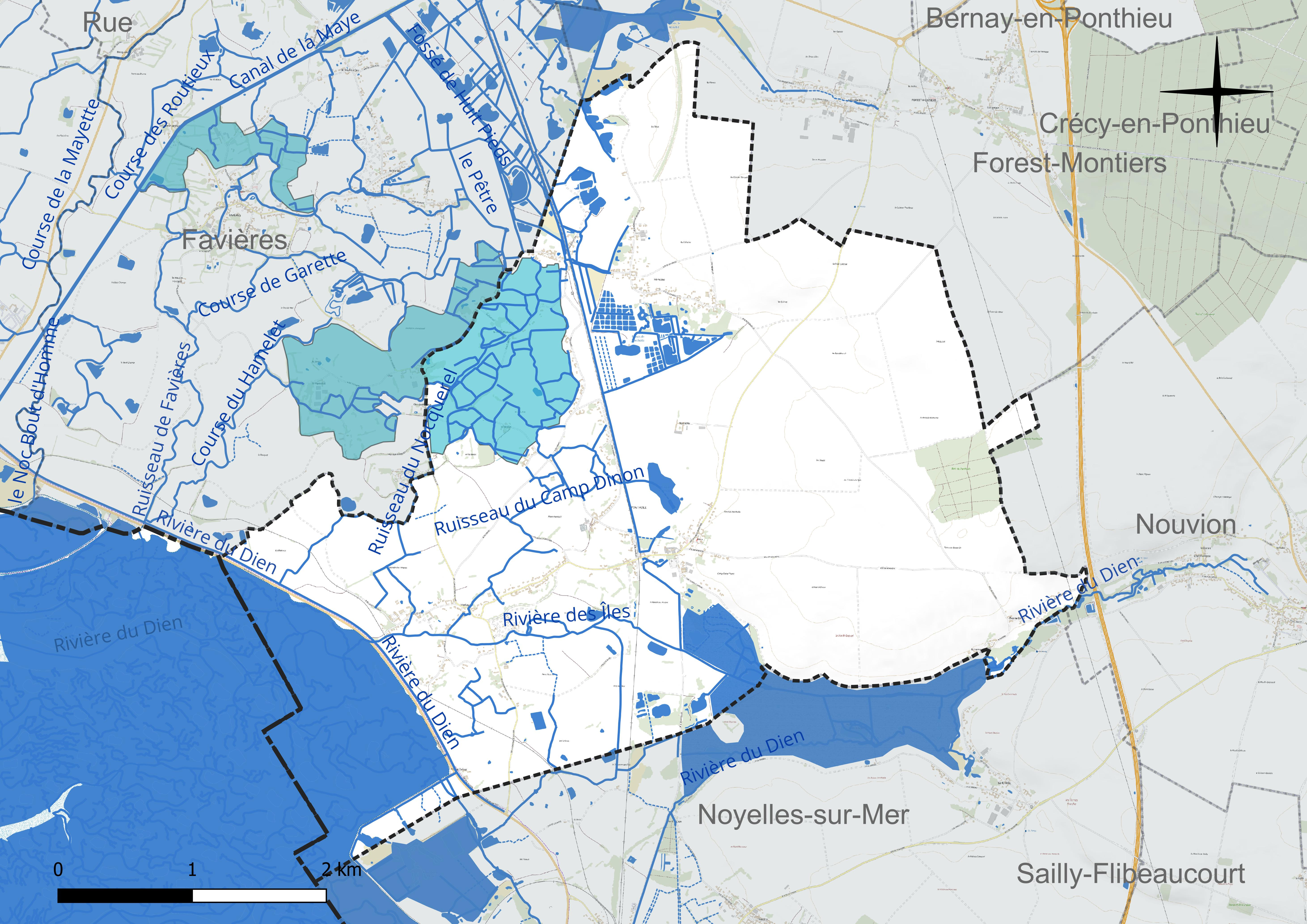
Réseau hydrographique de Ponthoile.

#### Gestion et qualité des eaux
Le territoire communal est couvert par le schéma d'aménagement et de gestion des eaux (SAGE) « Somme aval et Cours d'eau côtiers ». Ce document de planification concerne un territoire de 1 835 km2 de superficie, délimité par le bassin versant de la Somme canalisée. Le périmètre a été arrêté le 29 avril 2010 et le SAGE proprement dit a été approuvé le 6 août 2019. La structure porteuse de l'élaboration et de la mise en œuvre est le syndicat mixte d'aménagement hydraulique du bassin versant de la Somme (AMEVA).
La qualité des cours d'eau peut être consultée sur un site dédié géré par les agences de l'eau et l'Agence française pour la biodiversité.

### Climat
Pour des articles plus généraux, voir Climat des Hauts-de-France et Climat de la Somme.
En 2010, le climat de la commune est de type climat océanique franc, selon une étude du CNRS s'appuyant sur une série de données couvrant la période 1971-2000. En 2020, Météo-France publie une typologie des climats de la France métropolitaine dans laquelle la commune est exposée à un climat océanique et est dans la région climatique Côtes de la Manche orientale, caractérisée par un faible ensoleillement (1 550 h/an) ; forte humidité de l'air (plus de 20 h/jour avec humidité relative > 80 % en hiver), vents forts fréquents.
Pour la période 1971-2000, la température annuelle moyenne est de 10,7 °C, avec une amplitude thermique annuelle de 12,5 °C. Le cumul annuel moyen de précipitations est de 795 mm, avec 12,2 jours de précipitations en janvier et 8,1 jours en juillet. Pour la période 1991-2020, la température moyenne annuelle observée sur la station météorologique la plus proche, située sur la commune d'Abbeville à 15 km à vol d'oiseau, est de 11,0 °C et le cumul annuel moyen de précipitations est de 806,2 mm,. Pour l'avenir, les paramètres climatiques de la commune estimés pour 2050 selon différents scénarios d'émission de gaz à effet de serre sont consultables sur un site dédié publié par Météo-France en novembre 2022.

## Urbanisme

### Typologie
Au 1er janvier 2024, Ponthoile est catégorisée commune rurale à habitat dispersé, selon la nouvelle grille communale de densité à sept niveaux définie par l'Insee en 2022.
Elle est située hors unité urbaine. Par ailleurs la commune fait partie de l'aire d'attraction d'Abbeville, dont elle est une commune de la couronne,. Cette aire, qui regroupe 73 communes, est catégorisée dans les aires de 50 000 à moins de 200 000 habitants,.
La commune, bordée par la Manche, est également une commune littorale au sens de la loi du 3 janvier 1986, dite loi littoral. Des dispositions spécifiques d'urbanisme s'y appliquent dès lors afin de préserver les espaces naturels, les sites, les paysages et l'équilibre écologique du littoral, tel le principe d'inconstructibilité, en dehors des espaces urbanisés, sur la bande littorale des 100 mètres, ou plus si le plan local d'urbanisme le prévoit.

### Occupation des sols
L'occupation des sols de la commune, telle qu'elle ressort de la base de données européenne d'occupation biophysique des sols Corine Land Cover (CLC), est marquée par l'importance des territoires agricoles (76,5 % en 2018), une proportion sensiblement équivalente à celle de 1990 (76,6 %). La répartition détaillée en 2018 est la suivante : 
terres arables (45 %), prairies (28,1 %), zones humides intérieures (12,8 %), zones humides côtières (9,1 %), zones agricoles hétérogènes (3,5 %), forêts (1,6 %). L'évolution de l'occupation des sols de la commune et de ses infrastructures peut être observée sur les différentes représentations cartographiques du territoire : la carte de Cassini (XVIIIe siècle), la carte d'état-major (1820-1866) et les cartes ou photos aériennes de l'IGN pour la période actuelle (1950 à aujourd'hui).

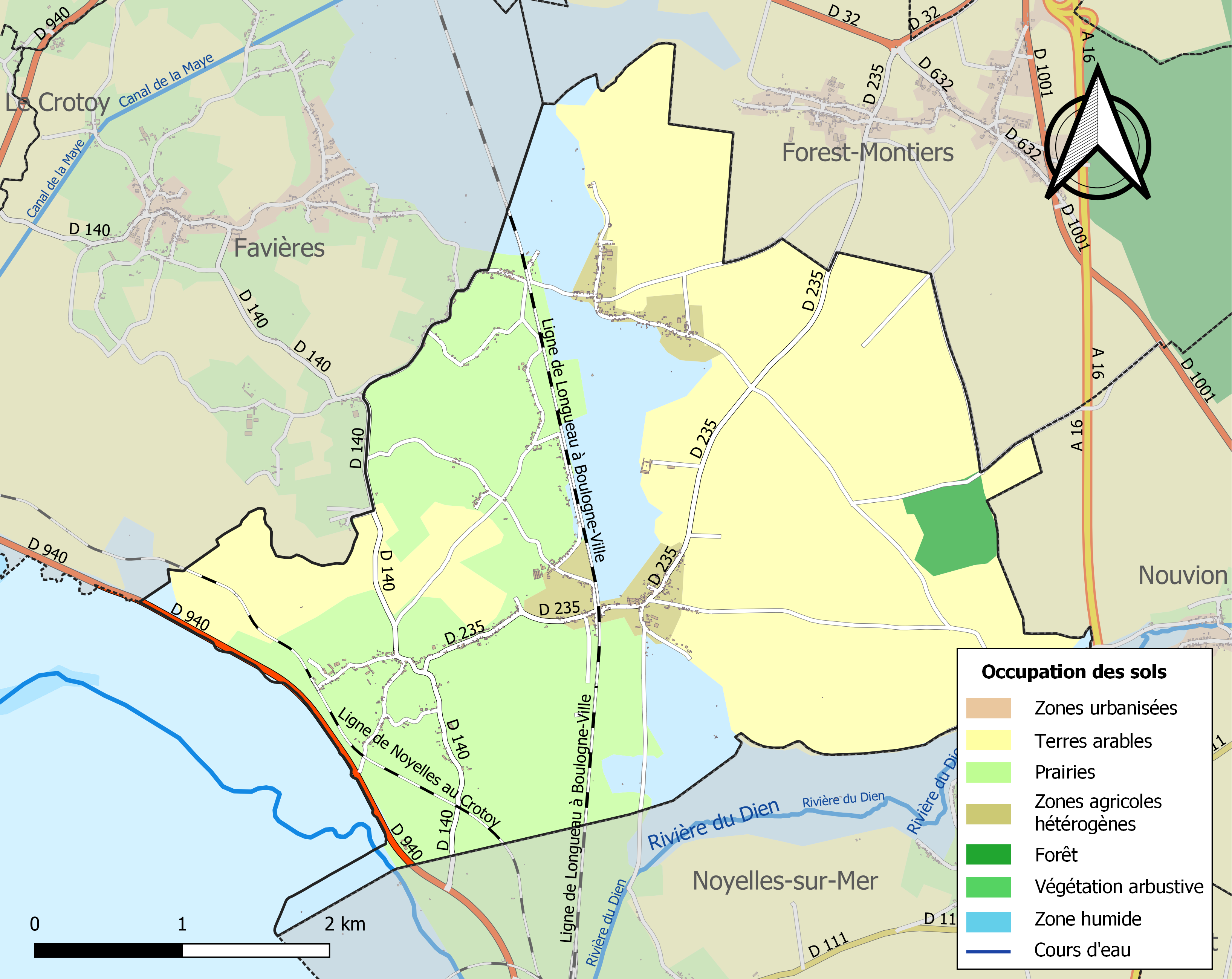
Carte des infrastructures et de l'occupation des sols de la commune en 2018 (CLC).

### Voies de communication et transports
Le village est accessible par l'axe routier allant de Noyelles à Rue via Forest-Montiers (D235), ou encore par la route de Sailly à Le Crotoy via Favières. Ponthoile est située à 5 km de la sortie 24 (côte picarde) de l'autoroute A16.
La localité est desservie par une ligne d'autocars du réseau Trans'80 (ligne 11, Saint-Quentin-en-Tourmont - Abbeville), chaque jour de la semaine (sauf le dimanche et durant les vacances scolaires).
Au point de vue ferroviaire, une ancienne gare subsiste sur la ligne SNCF Amiens – Boulogne. Le Chemin de fer de la Baie de Somme (CFBS) gère une desserte touristique sur l'axe Noyelles – Le Crotoy, avec un arrêt à la gare de Morlay.

## Toponymie
Le nom de la localité est attesté sous les formes Ponticuli (855) ; Pontevallis (1147) ; Pontavallis (1163) ; Ponsvalli (1177) ; Panthevallis (1178) ; Pontoyles (1201) ; Pontoilæ (1210) ; Puntoeles (1230) ; Pontoiles (1234) ; Pontoile (1238) ; Pontoliæ (1257) ; Ponthoilles (1347) ; Ponthoille (1347) ; Pontoille (1492) ; Ponthoile (1684) ; Ponthoiles (1737) ; Ponthoi (1761) ; Ponthoelte (1776).

## Histoire

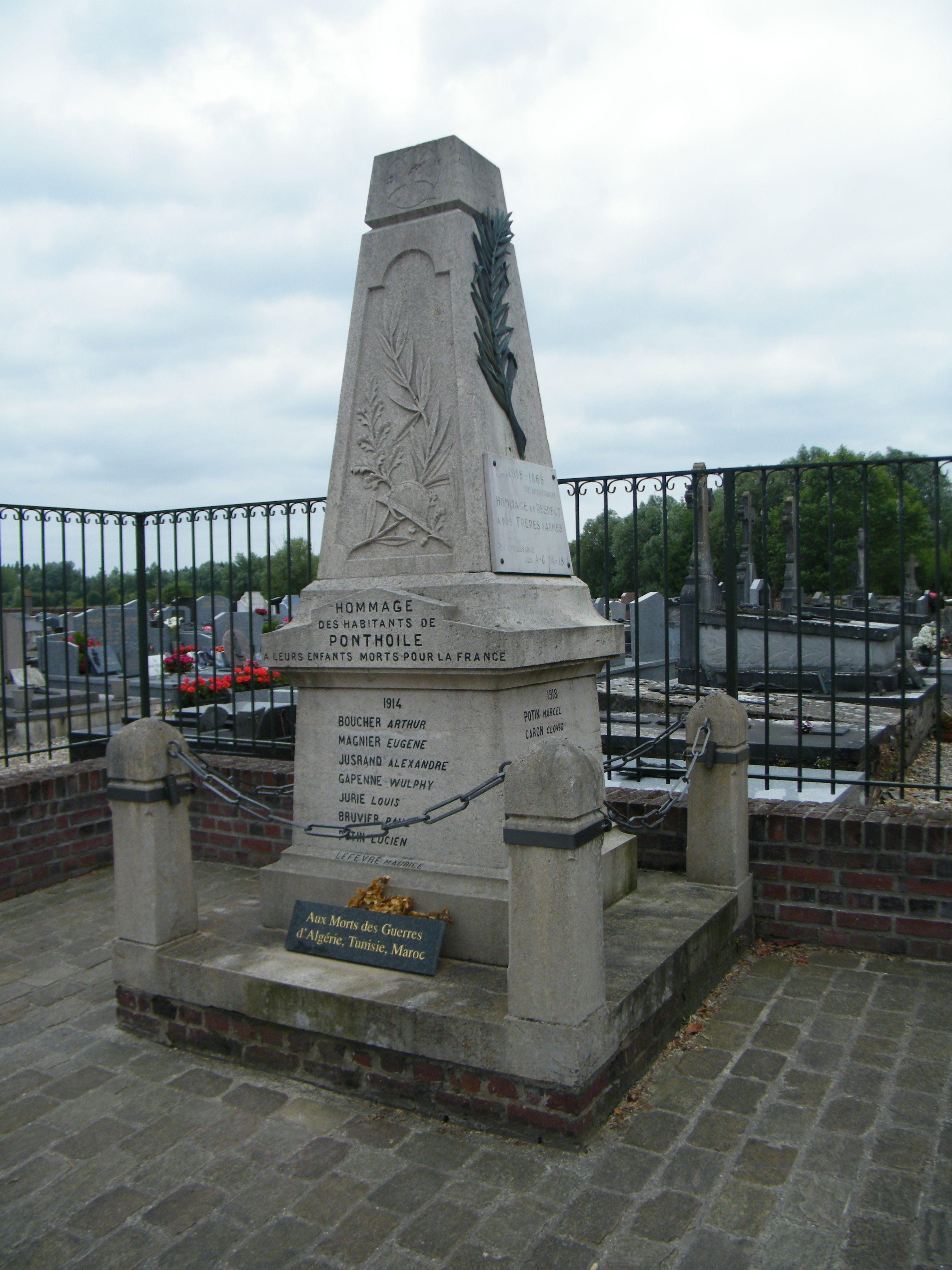
Monument aux morts, à l'entrée du cimetière.

- L'époque gallo-romaine fournit un habitat aujourd'hui disparu à Romaine et Romiotte, aux lieux-dits Camp Saint-Pierre et Terres noires[28].
- Le Platon, motte circulaire à l'emplacement du cimetière contemporain, correspond à un site mérovingien habité du Ve siècle au VIIIe siècle et d'un camp viking datant du VIIIe siècle au XIe siècle[28].
- 1201 : Guillaume III de Ponthieu, neuvième comte de Ponthieu, marié à la sœur du roi de France Philippe II Auguste, Adèle, accorde à Ponthoile une charte garantissant les libertés communales (7 novembre), inspirée de la charte d'Abbeville de 1184, qui a servi de modèle à l'élaboration de presque toutes les autres chartes du Ponthieu.
- 1346 : pendant la Guerre de Cent Ans, les troupes anglaises, qui pillent et brûlent les villages du Ponthieu sur leur passage, mettent à sac Ponthoile le 24 août, le jour de la Saint-Barthélémy, à peine deux jours avant la bataille de Crécy, brûlant l'église, dont l'existence était avérée depuis le XIIe siècle.
- 1849 : comme dans toutes les communes de France, la population masculine majeure put, pour la première fois, aller voter grâce à l'instauration du suffrage universel.

Voici la répartition (en nombre) de quelques patronymes des électeurs :
| Crepin, 18 Lefevre, 1 |

- Les frères Caudron effectuent leur premier vol sur un avion de leur création à Romiotte en 1909[28].

## Population et société

### Démographie
Au XIIIe siècle, on comptait à Ponthoile 180 feux, selon dom Grenier. Un siècle plus tard, après les ravages de la guerre de Cent Ans, on n'en comptait plus, selon les statistiques anglaises, citées par dom Grenier, que 48.
Par la suite, la population de Ponthoile a progressé doucement jusqu'au milieu du XIXe siècle, pour décliner par la suite, et amorcer un léger redressement depuis une décennie :
L'évolution du nombre d'habitants est connue à travers les recensements de la population effectués dans la commune depuis 1793. Pour les communes de moins de 10 000 habitants, une enquête de recensement portant sur toute la population est réalisée tous les cinq ans, les populations de référence des années intermédiaires étant quant à elles estimées par interpolation ou extrapolation. Pour la commune, le premier recensement exhaustif entrant dans le cadre du nouveau dispositif a été réalisé en 2008.

En 2022, la commune comptait 584 habitants, en évolution de −5,5 % par rapport à 2016 (Somme : −1,26 %, France hors Mayotte : +2,11 %).
| 1793 | 1800 | 1806 | 1821 | 1831 | 1836 | 1841 | 1846 | 1851 |
| ---- | ---- | ---- | ---- | ---- | ---- | ---- | ---- | ---- |
| 581  | 516  | 690  | 794  | 727  | 781  | 805  | 828  | 878  |

| 1856 | 1861 | 1866 | 1872 | 1876 | 1881 | 1886 | 1891 | 1896 |
| ---- | ---- | ---- | ---- | ---- | ---- | ---- | ---- | ---- |
| 846  | 876  | 904  | 871  | 848  | 794  | 798  | 807  | 848  |

| 1901 | 1906 | 1911 | 1921 | 1926 | 1931 | 1936 | 1946 | 1954 |
| ---- | ---- | ---- | ---- | ---- | ---- | ---- | ---- | ---- |
| 851  | 781  | 706  | 715  | 669  | 665  | 679  | 661  | 628  |

| 1962 | 1968 | 1975 | 1982 | 1990 | 1999 | 2006 | 2008 | 2013 |
| ---- | ---- | ---- | ---- | ---- | ---- | ---- | ---- | ---- |
| 629  | 599  | 537  | 509  | 502  | 547  | 596  | 610  | 619  |

| 2018 | 2022 | - | - | - | - | - | - | - |
| ---- | ---- | - | - | - | - | - | - | - |
| 611  | 584  | - | - | - | - | - | - | - |

### Enseignement
L'école à deux classes permettait à une quarantaine d'enfants d'être scolarisés dans leur village, de bénéficier du transport scolaire et d'un service de cantine.
L'unique établissement scolaire local ferme en 2018. Les enfants se rendent dans les écoles de Nouvion et du Crotoy. Cette école et sa fermeture se sont fait connaître grâce à la chanson de Gauvain Sers, Les Oubliés.
La bibliothèque communale est ouverte une fois par semaine.

### Santé
En octobre 2018, la commune inaugure un cabinet médical pour lutter contre la désertification en cours dans le milieu rural. Deux médecins généralistes à temps complet, un kinésithérapeute, une infirmière, une sophrologue, une diététicienne ainsi qu'une psychologue à temps partiel se partageront les locaux financés  par la commune et, dans une moindre mesure, le département.

## Économie
La commune propose différents types d'hébergement : camping, gîtes, chambres d'hôtes et ferme-relais.

## Culture locale et patrimoine

### Lieux et monuments
- Monument des frères Caudron, dressé en 1938, commémorant le vol d'un aéronef « Romiotte I » tiré par la jument « Luciole »[28].
- Église Saint Pierre[40]. Fortement détériorée par deux incendies, il est décidé le 2 février 1836 de la démolir et de construire un nouvel édifice un peu plus grand, en brique et en ardoise, à quelques dizaines de mètres de là. Les quatorze vitraux (dont un est muré) proviennent des ateliers Charlemagne de Toulouse.
- Réplique de la grotte de Lourdes, route de Morlay[41].
- Le circuit du Geai, celui du Héron, les chemins de grande randonnée ainsi que des parcours balisés permettent de découvrir, à pied, à cheval ou à vélo, le Ponthieu-Marquenterre et les abords de la baie de Somme.

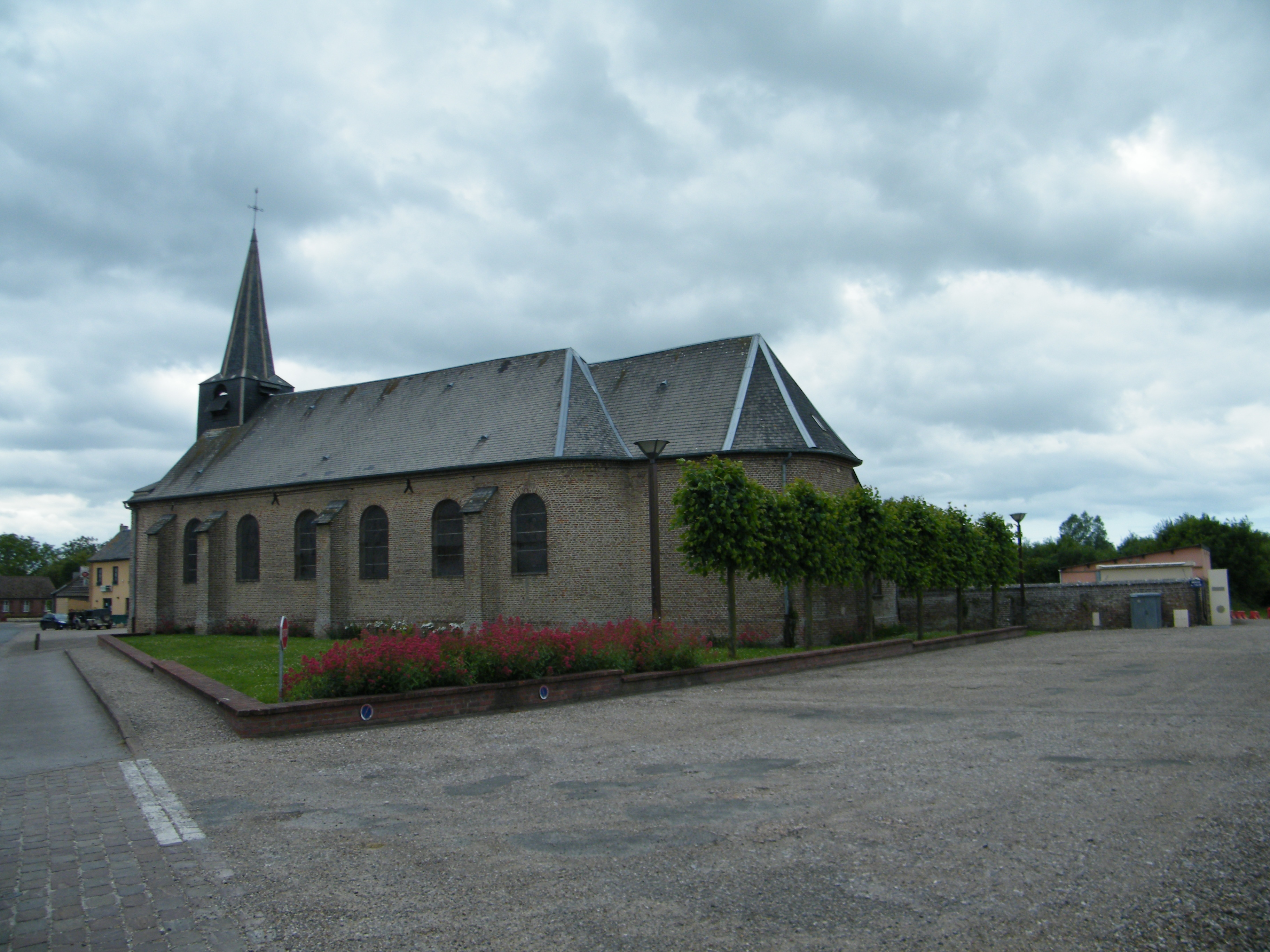
Église Saint-Pierre.
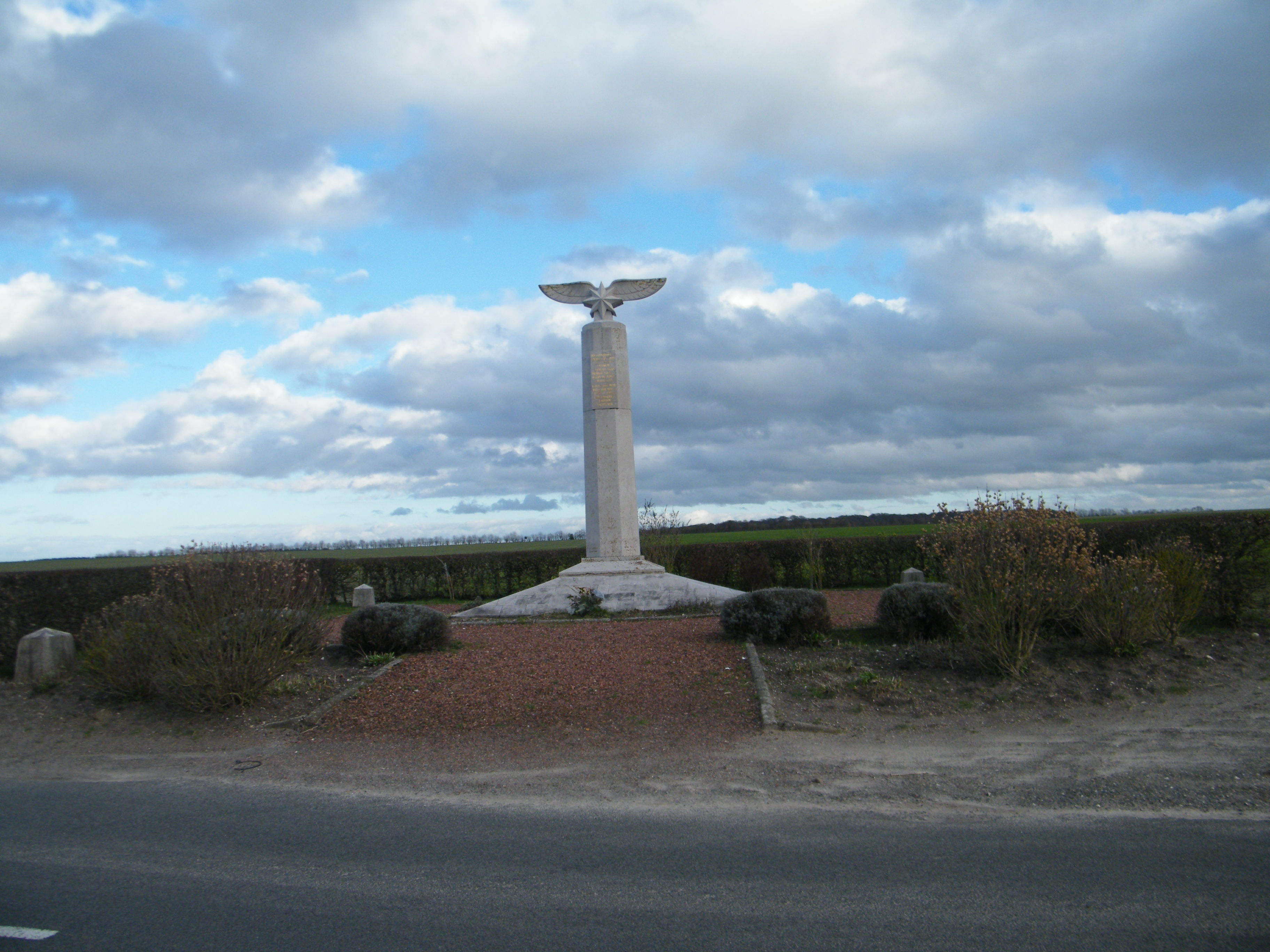
Monument aux frères Caudron.
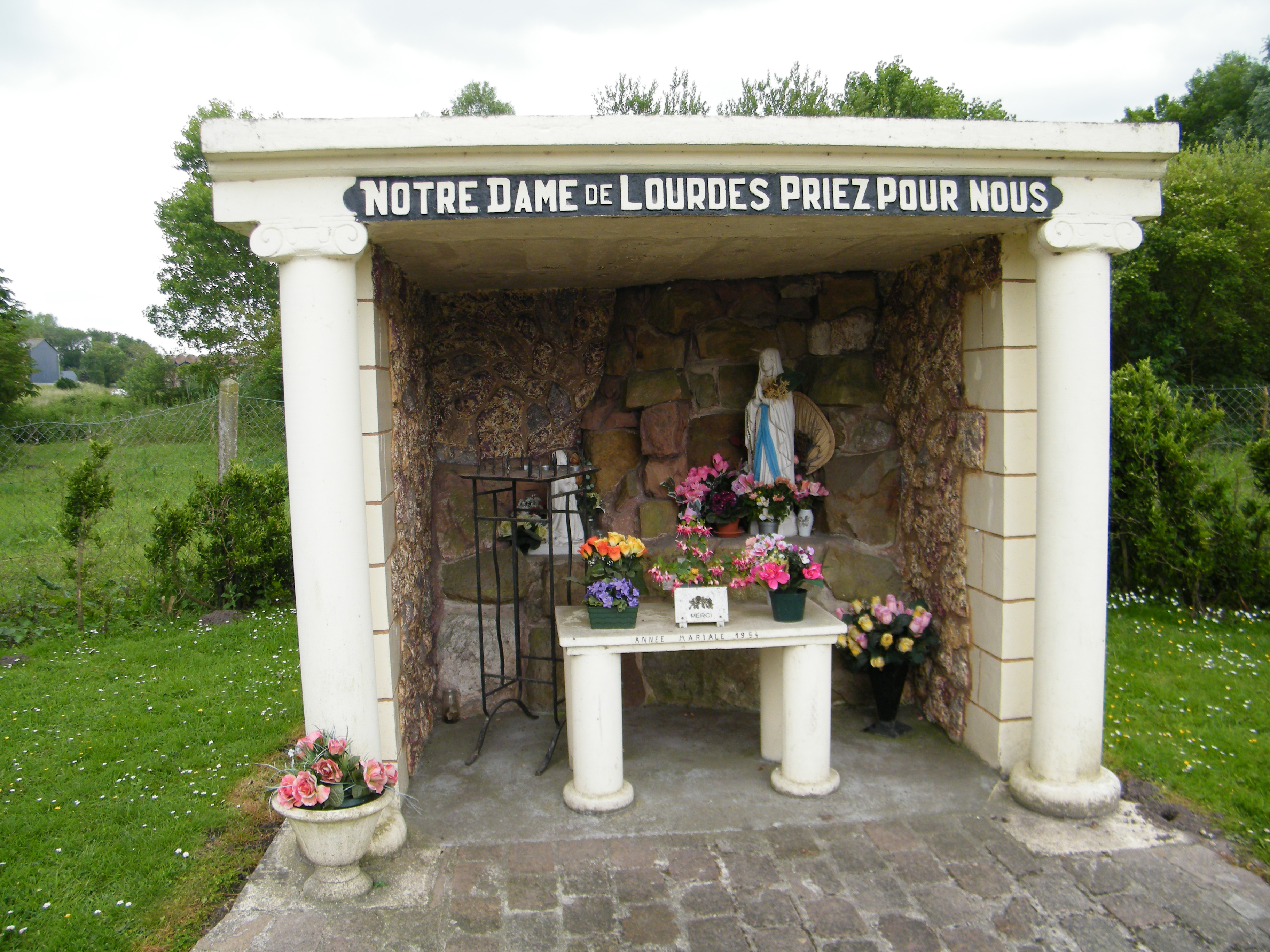
Réplique de la grotte de Lourdes.
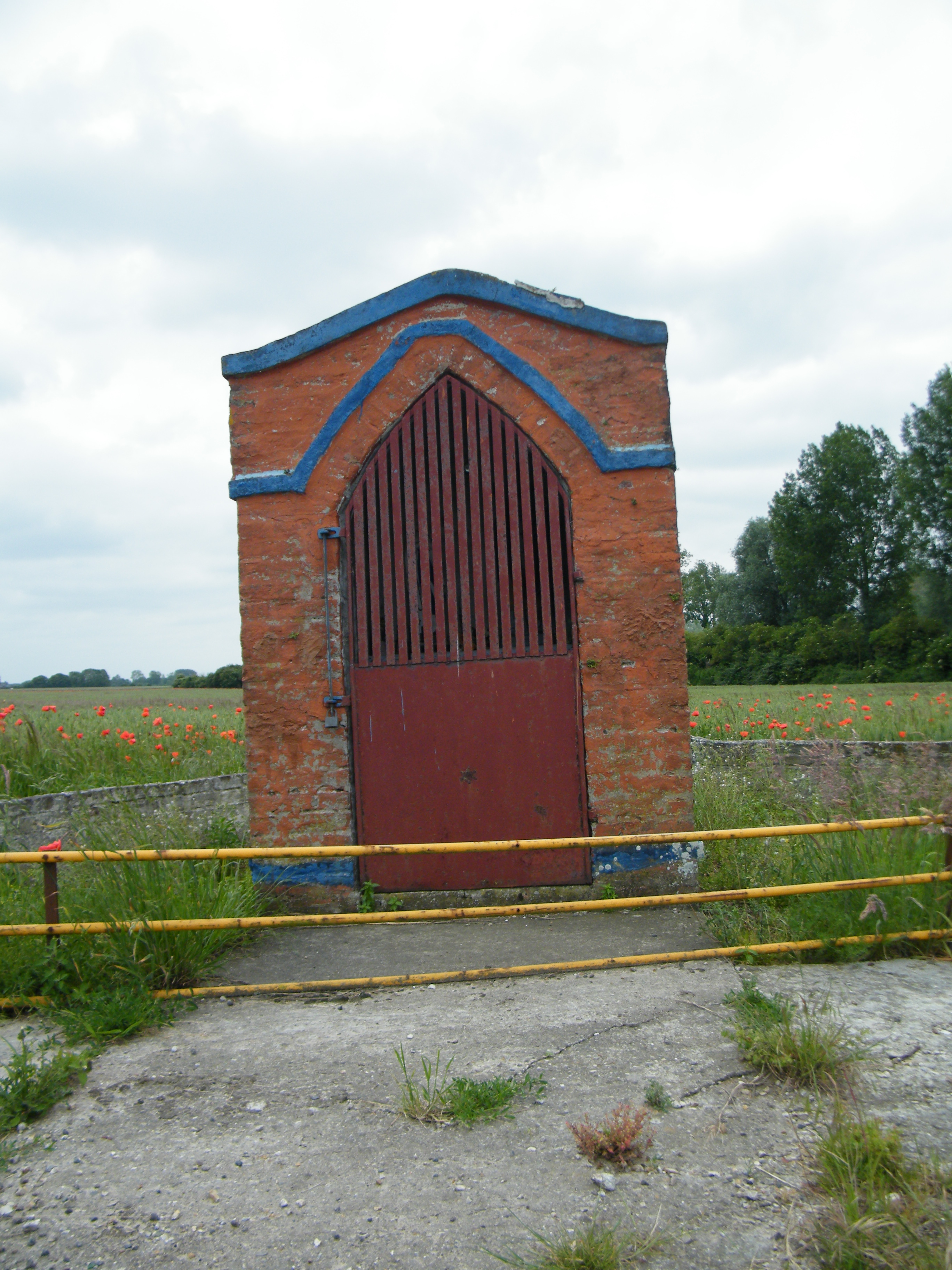
Chapelle Fromentin à Romaine.
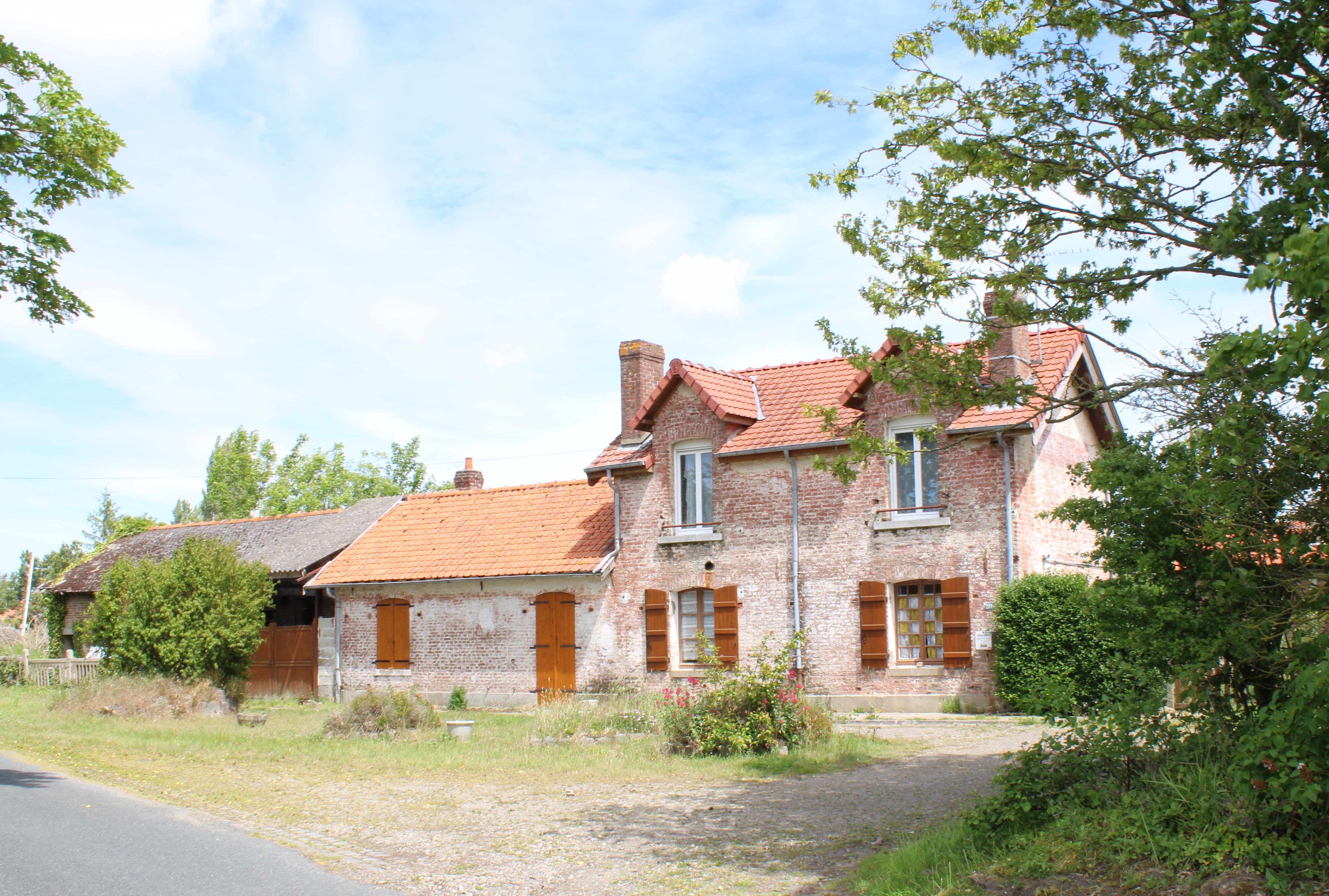
L'ancienne gare du hameau de Romaine.
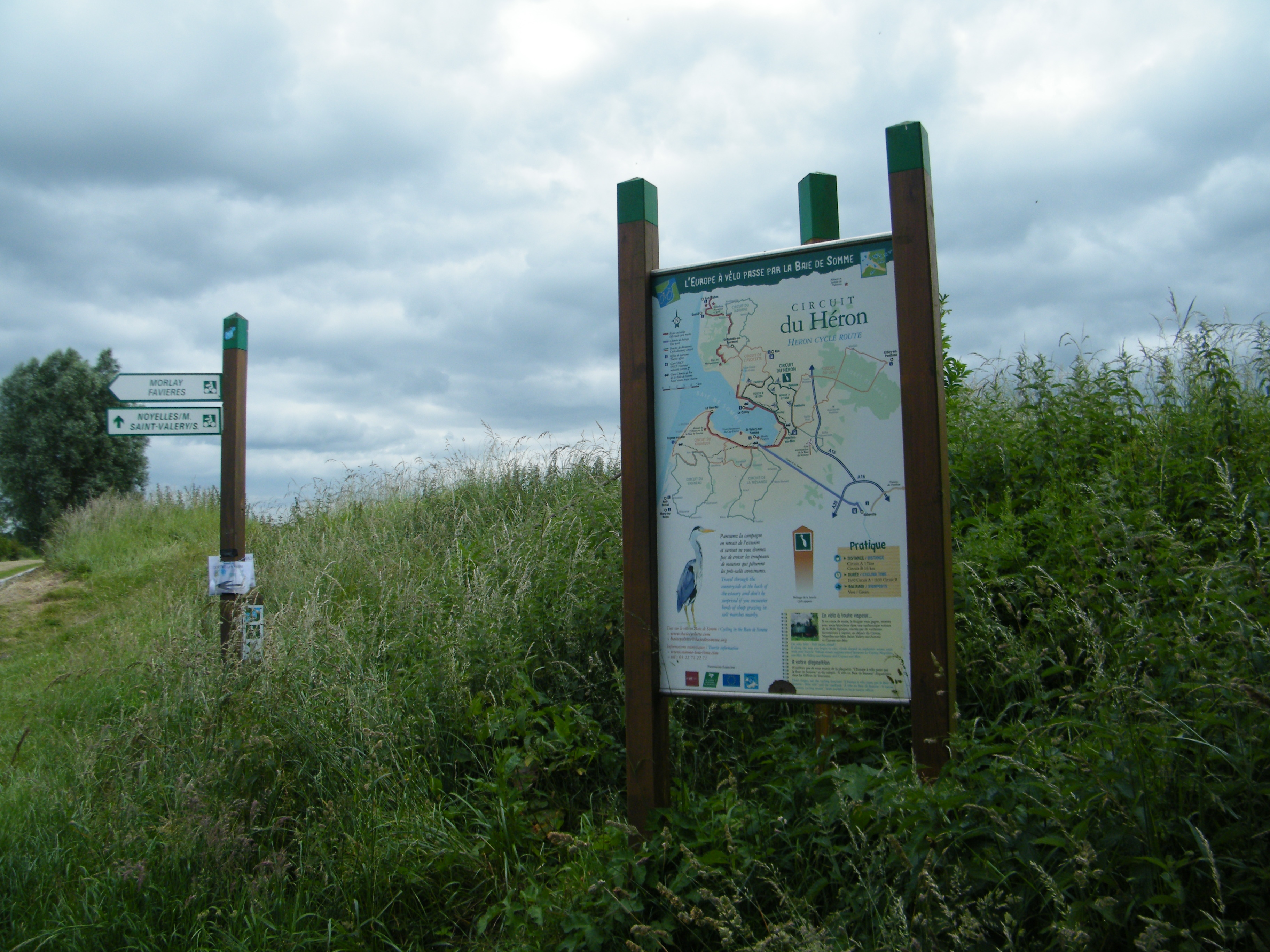
Panneau sur la piste cyclable à Morlay.
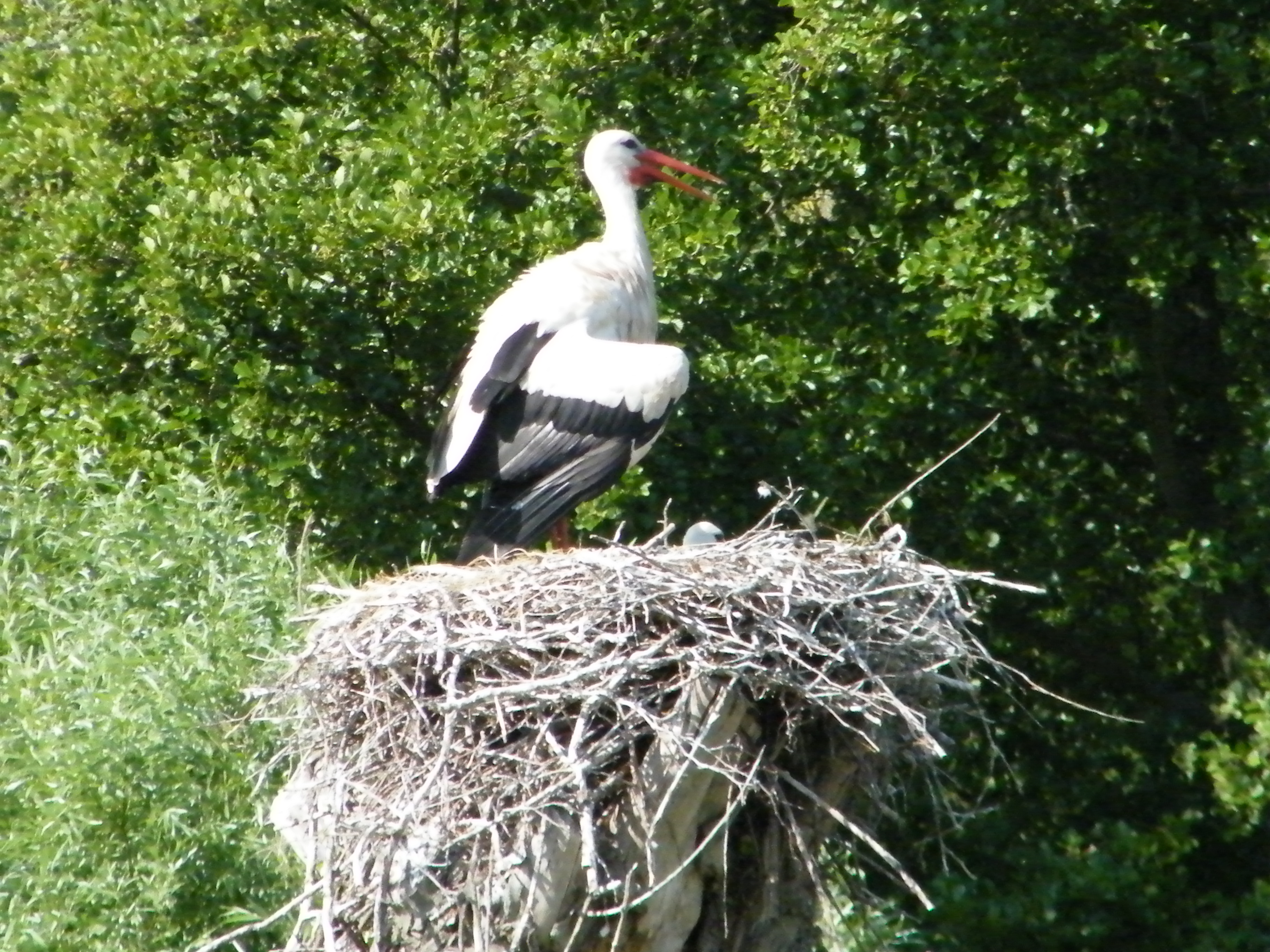
Reproduction de la Cigogne blanche à Romaine.

- Chapelle à Romaine. Oratoire Saint-Sauveur, édifié à la fin des années 1870, à la suite d'un vœu pour le retour d'un soldat (Victor Fromentin) parti au Tonkin.

### Patrimoine naturel
La commune possède des marais tourbeux, des prairies humides, des roselières et des mares de petite taille, favorisant la bio-diversité.
Les rivières du Dien et des Îles, le ruisseau des Caserettes sont autant de lieux favorables à la conservation des espèces locales.
La Grenouille des champs est découverte en 2014. En France, c'est l'une des cinq seules populations relevées.
La base de données « Clicnat » de l'association Picardie Nature recense 480 espèces ou taxons d'animaux sauvages à Ponthoile, à la date du 12 juin 2021.
Les zones humides locales constituent une partie du site Ramsar de la Baie de Somme et des marais arrière-littoraux (28 communes) dont l'avifaune atteint 365 espèces d'oiseaux sur plus de 19 000 hectares.

### Personnalités liées à la commune
- Les pionniers de l'aviation, les frères Caudron (Gaston (18 janvier 1882 - 10 décembre 1915) et René (1er juillet 1884 - 27 septembre 1959)) ont habité la ferme de Romiotte où ils ont réalisé leurs premiers essais.
- Louis Marie Théodore Froment (1838-1909), député de la Somme de 1892 à 1895, sénateur de la Somme de 1895 à 1909, président de la Société des agriculteurs de la Somme de 1898 à 1909, maire de Ponthoile.
- Gauvain Sers (1989-), auteur-compositeur-interprète. Dans sa chanson Les Oubliés, il s'inspire des souvenirs et des regrets d'un instituteur de l'école qui a fermé en 2018, dénonçant notamment les campagnes « laissées pour compte » dans la société française actuelle qui marche « à deux vitesses ».

### Héraldique
| Blason de Ponthoile | Blason  | D'or au sautoir engrêlé de sable, cantonné en chef d'une étoile du même. Le blason est inspiré de celui de Saint-Blimont. Une alliance des seigneurs locaux des XIIIe et XIVe siècles avec ceux du Vimeu a engendré une postérité qui a duré pendant six générations. |
| Blason de Ponthoile | Détails | Le statut officiel du blason reste à déterminer. |